# Гагаринский район (Саратовская область)
Гагаринский райо́н — административный район в Саратовской области России, созданный 1 января 2022 года из Саратовского района и получивший своё наименование 13 мая 2022 года. 
В отличие от прежнего Саратовского района, в Гагаринский административный район не входят земли вне населённых пунктов 4 бывших муниципальных образований (Багаевское, Рыбушанское, Синеньское и Красный Текстильщик), эти земли (без населённых пунктов) были включены в черту города Саратова к 2022 году, тогда как земли всех населённых пунктов отнесены к административному району.
В рамках организации местного самоуправления территория Гагаринского района с 1 января 2022 года включена в городской округ города Саратова, при этом не входя в черту города Саратова.

## История

Серыми оттенками показана территория Гагаринского района, к которому анклавами также относятся все населённые пункты в южной части, окрашенной светло-оранжевым.

1 января 2022 года Саратовский район был преобразован в новую административно-территориальную единицу со статусом административного района.
Согласно поправкам в закон «Об административно-территориальном устройстве Саратовской области», «административный район — административно-территориальная единица, объединяющая в своих исторически сложившихся границах территориально и административно связанные друг с другом населённые пункты, входящие в состав муниципального образования «Город Саратов», исключая населённый пункт г. Саратов, имеющая наименование и административный центр в г. Саратове)».
Согласно поправкам в генеральный план от 28 декабря 2021 года и постановлению «Об установлении границ вновь образованного административного района», в черту города Саратова была включена большая часть территорий четырёх бывших муниципальных образований упразднённого Саратовского муниципального района (Багаевское, Красный Текстильщик, Рыбушанское и Синеньское), но без их населённых пунктов. В результате площадь городской черты Саратова увеличилась в 2021 году с 390 до 838,6 км², тогда как земли всех населённых пунктов на этой территории оказались в границах административного района.
В феврале 2022 года депутаты Саратовской городской Думы дали согласие на переименование административного района в Гагаринский.
13 мая 2022 года Председатель Правительства Российской Федерации Михаил Мишустин подписал распоряжение о наименовании административного района Гагаринским.
Согласно поправкам в генеральный план от 19 сентября 2022 года площадь города увеличена до 1490 км² за счёт остальной части присоединённых к городскому округу территорий, но без самих населённых пунктов. Таким образом, из бывшего Саратовского муниципального района (площадью 1951,33 км²) в городскую черту передано 1100 км², тогда как оставшаяся площадь — территория Гагаринского района (79 населённых пунктов) — составляет чуть более 850 км².

## Населённые пункты
К Гагаринскому району относятся 79 населённых пунктов, в том числе 2 городских (рабочих посёлка) и 77 сельских:
| №  | Населённый пункт                         | Тип             | Население | Бывшее муниципальное образование |
| -- | ---------------------------------------- | --------------- | --------- | -------------------------------- |
| 1  | Авдеевка                                 | деревня         | →0        | Александровское                  |
| 2  | Александровка                            | село            | ↗1914     | Александровское                  |
| 3  | Атамановка                               | хутор           | 25        | Расковское                       |
| 4  | Бабановка                                | село            | 0         | Синеньское                       |
| 5  | Багаевка                                 | село            | ↘1539     | Багаевское                       |
| 6  | Бартоломеевский                          | хутор           | ↗267      | Расковское                       |
| 7  | Беленький                                | посёлок         | ↘36       | Красный Текстильщик              |
| 8  | Березина Речка                           | село            | ↗1105     | Александровское                  |
| 9  | Боковка                                  | село            | 39        | Вольновское                      |
| 10 | Бурки                                    | ж.д. станция    | 16        | Михайловское                     |
| 11 | Буркин Буерак                            | деревня         | 46        | Михайловское                     |
| 12 | Быковка                                  | деревня         | 42        | Рыбушанское                      |
| 13 | Верхний Курдюм                           | село            | ↗228      | Михайловское                     |
| 14 | Власовский                               | посёлок         | 6         | Михайловское                     |
| 15 | Власовский                               | ж.д. станция    | 8         | Михайловское                     |
| 16 | Водник                                   | посёлок         | ↘373      | Александровское                  |
| 17 | Вольновка                                | посёлок         | ↘343      | Вольновское                      |
| 18 | Вязовка                                  | посёлок         | 34        | Вольновское                      |
| 19 | Вязовка                                  | деревня         | 2         | Михайловское                     |
| 20 | Горючка                                  | ж.д. разъезд    | 17        | Синеньское                       |
| 21 | Готовицкий                               | посёлок         | 5         | Дубковское                       |
| 22 | Долгий Буерак                            | деревня         | ↗238      | Усть-Курдюмское                  |
| 23 | Дубки                                    | посёлок         | ↗4596     | Дубковское                       |
| 24 | Еремеевка                                | село            | ↗42       | Александровское                  |
| 25 | Есеевка                                  | деревня         | 16        | Синеньское                       |
| 26 | Злобовка                                 | деревня         | 2         | Михайловское                     |
| 27 | Зоринский                                | ж.д. разъезд    |           | Расковское                       |
| 28 | Зоринский                                | посёлок         | ↗579      | Расковское                       |
| 29 | Ивановский                               | посёлок         | ↘778      | Михайловское                     |
| 30 | Калашников                               | деревня         | ↗122      | Александровское                  |
| 31 | Клещевка                                 | село            | ↘1038     | Дубковское                       |
| 32 | Козлаковка                               | деревня         | 16        | Михайловское                     |
| 33 | Козловка                                 | деревня         | 58        | Вольновское                      |
| 34 | Кокурино                                 | деревня         | ↗192      | Александровское                  |
| 35 | Колотов Буерак                           | село            | ↗101      | Михайловское                     |
| 36 | Константиновка                           | село            | ↗346      | Михайловское                     |
| 37 | Красный Октябрь                          | посёлок         | 14        | Рыбушанское                      |
| 38 | Красный Октябрь                          | рабочий посёлок | ↗3656     | Краснооктябрьское                |
| 39 | Красный Текстильщик                      | посёлок         | ↗3431     | Красный Текстильщик              |
| 40 | Крутец                                   | деревня         | 9         | Синеньское                       |
| 41 | Малая Рыбка                              | село            | 0         | Рыбушанское                      |
| 42 | Малая Скатовка                           | хутор           | ↗553      | Расковское                       |
| 43 | Махино                                   | деревня         | 16        | Рыбушанское                      |
| 44 | Маяк                                     | хутор           | 46        | Михайловское                     |
| 45 | Мергичевка                               | деревня         | 67        | Усть-Курдюмское                  |
| 46 | Михайловка                               | село            | ↗1015     | Михайловское                     |
| 47 | Новая Липовка                            | деревня         | ↘191      | Дубковское                       |
| 48 | Новоалександровка                        | деревня         | 17        | Михайловское                     |
| 49 | Новогусельский                           | посёлок         | ↗382      | Усть-Курдюмское                  |
| 50 | Песчаный Умет                            | село            | 51        | Михайловское                     |
| 51 | Поповка                                  | село            | ↗989      | Рыбушанское                      |
| 52 | Пристанное                               | село            | ↗437      | Усть-Курдюмское                  |
| 53 | Пудовкино                                | село            | ↘143      | Синеньское                       |
| 54 | Расково                                  | посёлок         | ↗1978     | Расковское                       |
| 55 | Расловка                                 | деревня         | 16        | Вольновское                      |
| 56 | Расловка 1-я                             | село            | ↗106      | Дубковское                       |
| 57 | Рейник                                   | посёлок         | ↗885      | Александровское                  |
| 58 | Рыбушка                                  | село            | ↘1283     | Рыбушанское                      |
| 59 | Сабуровка                                | село            | ↗427      | Вольновское                      |
| 60 | Сбродовка                                | деревня         | ↗151      | Рыбушанское                      |
| 61 | Свинцовка                                | село            | ↗246      | Дубковское                       |
| 62 | Сельхозтехника                           | посёлок         | →341      | Багаевское                       |
| 63 | Сергиевский                              | посёлок         | ↗1387     | Синеньское                       |
| 64 | Синенькие                                | село            | ↘1187     | Синеньское                       |
| 65 | Соколовый                                | рабочий посёлок | ↘4937     | Соколовское                      |
| 66 | Сосновка                                 | село            | ↗735      | Михайловское                     |
| 67 | Тарханы                                  | ж.д. станция    | ↘1971     | Вольновское                      |
| 68 | Тепличный                                | посёлок         | ↗2063     | Александровское                  |
| 69 | Трещиха                                  | деревня         | 41        | Багаевское                       |
| 70 | Усть-Курдюм                              | село            | ↗1898     | Усть-Курдюмское                  |
| 71 | Ферма                                    | хутор           | 21        | Дубковское                       |
| 72 | Формосово                                | деревня         | 11        | Синеньское                       |
| 73 | Хмелевка                                 | посёлок         | ↗349      | Багаевское                       |
| 74 | Хмелевский                               | посёлок         | ↗703      | Багаевское                       |
| 75 | Центральная усадьба свх «15 лет Октября» | посёлок         | ↘364      | Рыбушанское                      |
| 76 | Шевыревка                                | село            | ↗1124     | Вольновское                      |
| 77 | Широкий Буерак                           | село            | ↘151      | Синеньское                       |
| 78 | Юрловка                                  | деревня         | ↘464      | Михайловское                     |
| 79 | Юрьевка                                  | деревня         | ↘124      | Михайловское                     |